# Eupithecia elbursiata
Eupithecia elbursiata es una especie de polilla de la familia Geometridae. La especie fue descrita por primera vez por Eduard Schütze, habiendo sido descrita en 1960, con distribución en Irán. El holotipo de la especie fue descrita en el sector Särdab-Tal de los Montes Elburz a unos 3000 metros (9842,5 pies) de altitud. Tiene cierto parecido con E. distinctaria. El nombre específico es un adjetivo derivado de la localidad donde se describió el holotipo.

## Descripción
Es una polilla pequeña con una envergadura de 16 a 18 milímetros (0,6 a 0,7 plg). Tiene un color de fondo blanco grisáceo delicado. Toda la parte superior tiene una fina capa salpigada gris oscuro. La parte inferior es blanca, sin marcas aparte de las marcas oscuras ligeramente translúcidas en el borde del ala anterior y la banda marginal. Las manchas discales de las alas anteriores son alargadas y las de las posteriores, redondeadas y pequeñas.
Los palpos son del diámetro del ojo. Las antenas son de color marrón claro, fuertemente anilladas en negro intenso, cortas y densamente ciliadas.